# 普伊德图日
普伊德图日（法語：Pouy-de-Touges，法語發音：[pwi də tuʒ]）是法国上加龙省的一个市镇，属于米雷区。

## 地理
普伊德图日（43°20'29"N, 1°2'14"E）面积13.79 平方千米，位于法国奧克西塔尼大區上加龙省，该省份为法国西南部内陆省份，西南端与西班牙接壤，自此顺时针与上比利牛斯省、热尔省、塔恩-加龙省、塔恩省、奥德省和阿列日省接壤。
与普伊德图日接壤的市镇（或旧市镇、城区）包括：洛蒂尼亚克、勒富瑟雷、卡斯泰尔诺皮康波、卡斯蒂-拉布朗德、格拉唐斯、克莱蒙堡、蒙塔斯特吕克-萨韦斯、圣阿拉耶。

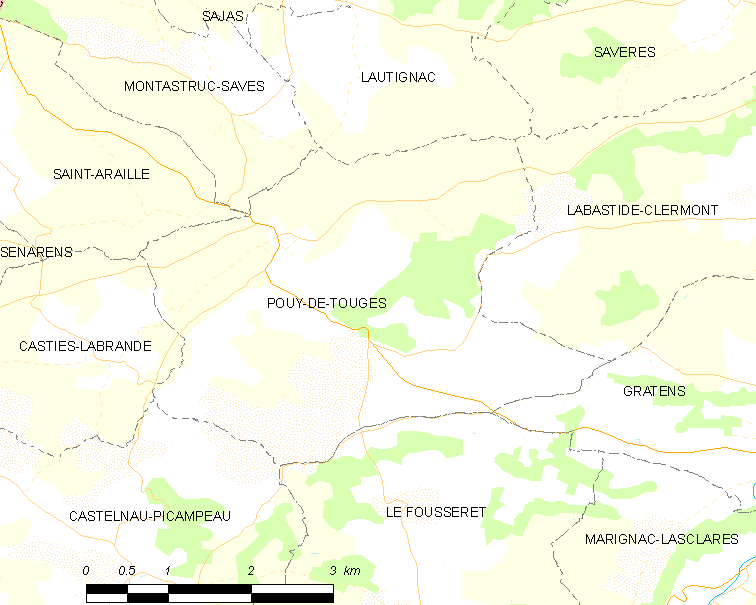
普伊德图日的OSM定位图

普伊德图日的时区为UTC+01:00、UTC+02:00（夏令时）。

## 行政
普伊德图日的邮政编码为31430，INSEE市镇编码为31436。

## 政治
普伊德图日所属的省级选区为卡泽尔县。

## 人口

1962-2008年间普伊德图日人口变化图示

普伊德图日于2022年1月1日时的人口数量为432人。